# Kenneth Gainwell
(en) Statistiques sur pro-football-reference
Kenneth Gainwell, né le 14 mars 1999 à Vicksburg au Mississippi, est un sportif professionnel américain de football américain jouant au poste de running back dans la National Football League (NFL) depuis la saison 2021 et pour la franchise des Steelers de Pittsburgh deouis la saison 2025
Au niveau universitaire, il a joué pendant trois saisons dans la NCAA Division I FBS pour les Tigers de l'université de Memphis (2018-2020) avant d'être sélectionné lors du cinquième tour de la draft 2021 par la franchise des Eagles de Philadelphie. Après y avoir perdu le Super Bowl LVII 35 à 38 contre les Chiefs de Kansas City au terme de la saison 2022, il remporte 40 à 22 le Super Bowl LIX l'année suivante contre le même adversaire.
Devenu agent libre au terme de son contrat rookie, il s'engage avec les Steelers dès 2025.

## Biographie

### Jeunesse
Kenneth Gainwell naît le 14 mars 1999 à Vicksburg dans l'État du Mississippi. Fils de Curtis Gainwell et Monica Gainwell, il est le premier enfant du couple. Il grandit à Yazoo City au Mississippi et fréquente le lycée de Yazoo County High School. Il a été le quarterback partant pendant trois ans pour les Panthers. À son année junior, il a lancé 1 184 yards à la passe et a lancé 9 touchdowns. Il a aussi couru pour 1 292 yards et 20 touchdowns. Durant l'été, il décide de se lier avec Memphis plutôt qu'avec Ole Miss ou avec Tulane. Lors de son année senior, il lance 1 139 yards à la passe et lance 10 touchdowns à la passe. Il court pour 1 834 yards et 32 touchdowns. Gainwell reçoit le prix Mr. Football de la Classe 3A pour avoir mené les Panthers à un bilan de 14 victoires et 1 défaite en plus d'une apparition au Championnat d'État de classe 3A,,. Il termine sa carrière lycéene avec 3 682 yards à la passe et 32 passes de touchés, et 4 730 yards au sol et 75 touchés au sol, dont un dans un retour de botté. 

### Carrière universitaire
Gainwell est devenu un running back durant le camp d'entraînement d'été de Memphis et il joue 4 parties lors de sa saison freshman initiale avant de redshirt le reste de la saison. Il termine la saison avec 91 yards au sol en 4 tentatives (lui donnant une moyenne de 22,8 yards par course) et un touchdown, une course de 73 yards et réalise 6 récéptions pour 52 yards.
En tant que redshirt freshman, Gainwell est nommé running back partant à la suite du départ de Tony Pollard. Il est nommé le cojoueur de la semaine de l'American Athletic Conference (AAC) après avoir enregistré 104 yards au sol et 1 touchdown au sol, et accumulé 204 yards et inscrit 2 touchdown sur 9 récéptions dans une victoire 47-17 contre Tulane. Il termine la saison avec 1 459 yards au sol et 13 touchés sur 231 tentatives, et a attrapé 51 passes pour 650 yards. Il fut nommé freshman de l'AAC de l'année et sur la première équipe d'étoiles de l'AAC,. Il est nommé sur la deuxième équipe All-American par The Sporting News et l'American Football Coaches Association et nommé Freshman national de l'année par The Football Writers Association of America,,.
Six jours avant le match d'ouverture, Gainwell décide de ne pas jouer sa dernière année universitaire, plusieurs de ses proches étant morts à la suite de la pandémie de Covid-19.

### Draft
Gainwell est sélectionné en 150e choix global lors du cinquième tour de la draft 2021 de la NFL par la franchise des Eagles de Philadelphie. Gainwell est satisfait par cette sélection, ayant grandi en tant que supporter des Eagles tout en ayant comme idole Darren Sproles lequel après sa carrière sportive a été engagé en tant que consultant par cette franchise.

#### Eagles de Philadelphie
Gainwell signe son contrat rookie de quatre ans avec les Eagles de Philadelphie le 3 juin 2021.

##### 2021
Gainwell connaît un succès relatif lors de sa saison rookie, terminant la saison régulière avec 68 courses effectuées pour un gain de 291 yards et  5 touchdowns ainsi que 33 réceptions pour 253 yards et 1 touchdown supplémentaires. Il participe à 16 matchs ne manquant que la recontre en 11e semaine contre les Saints de La Nouvelle-Orléans.

##### 2022
En 2022, il gagne en 53 courses un total de 240 yards et inscrit 4 touchdowns en plus de 23 réceptions pour 169 yards supplémentaires. En tour de division contre les Giants de New York, en 10 courses, il effectue une réception pour un gain de 9 yards et gagne 110 yards et inscrit un touchdown, son record personnel pour le nombre des yards gagnés à la course sur une rencontre. Cette performance a fait de lui le 6e joueur de l'histoire des Eagles à avoir gagné au moins 100 yards lors d'un match de série éliminatoire. Gainwell et les Eagles atteignent le Super Bowl LVII qu'ils perdent 35 à 38 contre les Chiefs de Kansas City. Au cours de ce match, il effectue 7 courses pour un gain de 21 yards et réussit 4 réceptions pour un gain supplémentaire de 20 yards.

##### 2023
Gainwell connait un début de saison 2023 poussif. Lors du match de la 9e semaine contre les Commanders au cours duquel il commet un fumble, il est critiqué après avoir répondu à une publication d'un supporter postée sur Instagram à la mi-temps. En 2023, il totalise 84 courses pour un gain de 364 yards et deux touchdowns, ainsi que 30 réceptions pour un gain supplémentaire de 183 yards.

##### 2024
En 2024, Gainwell effectue quelques retours de punt, inscrit un touchdown et gagne 290 yards en 75 courses, tout en gagnant 116 yards supplémentaire en 16 réceptions. Lors du Super Bowl LIX remporté 40 à 22 contre les Chiefs, iltotalise six courses pour un gain de dix yards.

#### Steelers de Pittsburgh
Agent libre, Gainwelle signe le 13 mars 2025 un contrat d'un an avec les Steelers de Pittsburgh.

### Vie privée
Le petit frère de Gainwell, Kory, joue actuellement avec Delta State en Division II. Ils ont été coéquipiers à Memphis en 2020. Son cousin, Fletcher Cox, est son coéquipier avec les Eagles.

## Accomplissements

### NFL
- Vainqueur du Super Bowl LIX ;
- Finaliste du Super Bowl LVII.

### NCAA
- Désigné meilleur joueur freshman de l'American Athletic Conference (AAC) en 2019 ;
- Sélectionné dans la première équipe de l'AAC en 2019.